# The Idolmaster (jeu vidéo)
The Idolmaster (アイドルマスター) est un jeu vidéo de rythme et de simulation de vie développé par Metro et édité par Namco Bandai Games, sorti en 2005 sur borne d'arcade et Xbox 360.

## Accueil
- Famitsu : 26/40[1]